# Yi Libatu
Yi Libatu – chiński zapaśnik w stylu klasycznym. Srebrny medal na igrzyskach azjatyckich w 1990 roku.